# Pristinai püspökök listája
A Pristinai Püspökség az egykor szerbek által lakott, ma albán többségű Rigómező (Koszovó) központja, Pristina köré szerveződött római katolikus egyházi tartomány volt. Középkori története feltáratlan, azonban a 18. század elejétől III. Károly magyar király felújította a tisztséget, és magyar főuraknak adományozta a pristinai püspöki címet.

## A pristinai püspökök listája
- 1717–1728: Rácsay János,
- 1728–1782: Zádory Mihály,
- 1782–1806: Mandich Antal,
- 1806–1811: Kurbély György,
- 1811–1819: Schwarzenberg Ernő,
- 1819–1822: Kopácsy József,
- 1822–1830: Schédy József,
- 1830–1837: Haulik György,
- 1837–1843: Dercsik János,
- 1843–1860: Külley János,
- 1860–1890: Danielik János,
- 1890–1896: Dankó József,
- 1896–1919: Bogisich Mihály.